# Deutsche Botschaft London
Die Deutsche Botschaft London ist die diplomatische Vertretung Deutschlands im Vereinigten Königreich.

## Derzeitige Botschaft London
Die Bundesrepublik Deutschland eröffnete am 16. Juni 1950 ein Generalkonsulat in London, das am 20. Juni 1951 in eine Diplomatische Vertretung und am 26. Mai 1955 in eine Botschaft umgewandelt wurde.
Die Deutsche Demokratische Republik unterhielt seit 1959 eine Kammer für Außenhandel in London. Nach Aufnahme der diplomatischen Beziehungen am 8. Februar 1973 entstand daraus eine Botschaft in 34, Belgrave Square. Diese wurde mit dem Beitritt der DDR zur Bundesrepublik Deutschland im Jahr 1990 geschlossen; das Gebäude wurde von der Botschaft London für Veranstaltungen genutzt. 

## Vorgeschichte

### Preußen und Norddeutscher Bund

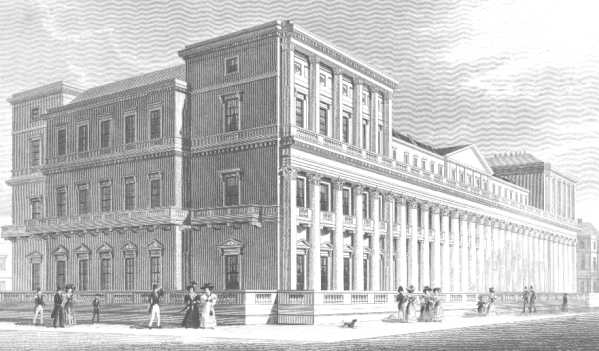
No. 4 & No. 9 Carlton House Terrace (Deutsche Botschaft bis 1945; von 1950 bis 1955 Sitz des Generalkonsulats der Bundesrepublik Deutschland)

Die Geschichte der deutschen diplomatischen Vertretungen in London beginnt mit dem ersten preußischen Gesandten am englischen Königshof von Karl II., Ezechiel Spanheim (1629–1710). Spanheim wirkte neun Jahre in London und hatte neben seiner Tätigkeit als Diplomat u. a. regen Kontakt zu Gottfried Wilhelm Leibniz. Er wurde an der Seite seiner Frau in Westminster Abbey begraben.
Nach einer längeren Periode ohne deutsch-britische Beziehungen auf diplomatischer Ebene zog 1758 Dodo Heinrich zu Innhausen und Knyphausen nach London, um bis zum Ende des Siebenjährigen Krieges die Interessen Preußens zu vertreten.
Wilhelm von Humboldt (1767–1835) war seit 1817 preußischer Gesandter in London. Zu dieser Zeit gab es insgesamt elf Vertretungen der deutschen Bundesstaaten. Von 1827 bis 1841 leitete Heinrich von Bülow die königlich-preußische Gesandtschaft, die außer ihm aus nur drei Personen bestand. Christian Karl Josias von Bunsen folgte 1841 von Bülow im Amt. Mit von Bunsen wehte in der Gesandtschaft ein frischer Wind: Er vergrößerte die Vertretung Preußens und sorgte für einen Umzug von No. 4 nach No. 9. Carlton House Terrace, einem repräsentativen Bau im Stil des Klassizismus. Von Bunsen hatte engen Kontakt zu Albert von Sachsen-Coburg und Gotha, dem Gemahl von Queen Victoria. Als die königliche Prinzessin Victoria („Vicky“) den liberalen preußischen Kronprinzen und späteren deutschen Kaiser Friedrich III. heiratete, veranstaltete von Bunsen in der preußischen Gesandtschaft (Carlton House Terrace) eine große Feier, zu der neben Theodor Fontane, der mehrere Male zu Empfängen der Gesandtschaft eingeladen war, auch Mitglieder der britischen Königsfamilie erschienen.
Als von Bunsen versuchte, das neutrale Preußen auf Seite der Briten in den Krimkrieg zu bringen, wurde er nach Berlin zurückberufen. 1854 bis 1861 war Albrecht Graf von Bernstorff d. Ä. preußischer Gesandter, bis ihn König Wilhelm I. 1862 auf Rat Bismarcks zum königlichen Botschafter ernannte. Ab 1866 wurde er als Gesandter des Norddeutschen Bundes eingesetzt, bevor er sich 1871 erster kaiserlicher Botschafter nennen durfte. Ihm folgten bis zum Ende des Deutschen Kaiserreichs fünf weitere Botschafter. Den diplomatischen Beziehungen zwischen dem Deutschen Reich und dem Vereinigten Königreich kam große Bedeutung zu, weshalb der Posten in London trotz des Wetters, das bereits Wilhelm von Humboldt beklagte, sehr beliebt war.

### Weimarer Republik und NS-Zeit

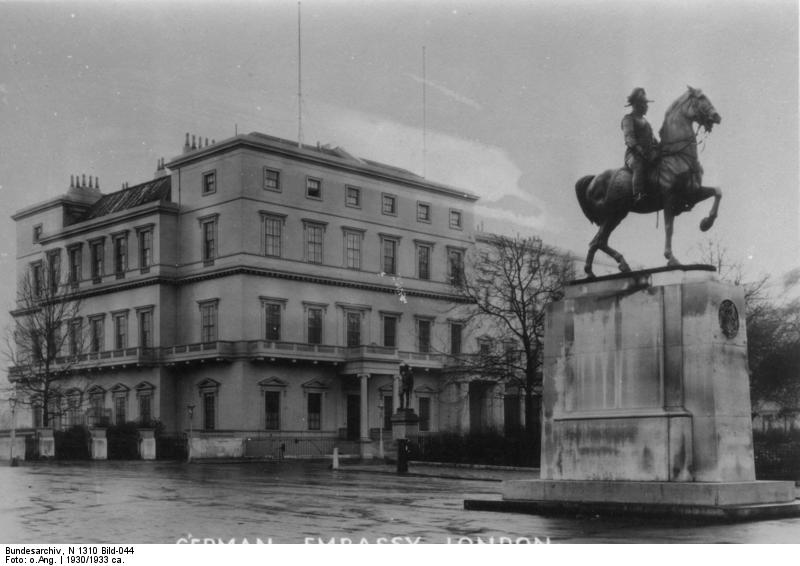
Deutsche Botschaft London (1932)

Der erste diplomatische Repräsentant der Weimarer Republik war Friedrich Sthamer, ehemaliges Mitglied der Hamburgischen Bürgerschaft und des Hamburger Senats. Er wurde in seiner Tätigkeit im Botschaftsgebäude No. 8 & No. 9 Carlton House Terrace durch Konstantin Freiherr von Neurath und Leopold von Hoesch unterstützt, die ihm beide nacheinander als Botschafter folgten.
In der Zeit des Nationalsozialismus war zunächst Joachim von Ribbentrop Botschafter in London. Er verließ Carlton House Terrace am 12. März 1938, dem Tag vom Anschluss Österreichs. Sein Nachfolger wurde Herbert von Dirksen. Dieser veranlasste bald darauf, das prächtige österreichische Botschaftsgebäude seines Zweckes zu entbinden und als deutsche Konsularabteilung zu nutzen. Die österreichischen Diplomaten mussten bis 1949 warten, bis sie das Gebäude am Belgrave Square wieder als Botschaft nutzen konnten.

### Neubeginn
Am 16. Juni 1950 eröffnete das deutsche Generalkonsulat London, das bis 1955 fortbestand. Im selben Jahr wurde am Belgrave Square 21–23 die Botschaft der Bundesrepublik Deutschland in der britischen Hauptstadt eröffnet. Das Gebäude an der Carlton House Terrace konnte nicht wieder bezogen werden, weil die Briten dort bereits das „Office for the Administration of Enemy Property“ eingerichtet hatten. Heute befindet sich in der prächtigen ehemaligen Residenz der kaiserlichen Botschaft der Sitz der Royal Society.
Erster bundesrepublikanischer Botschafter wurde Hans Schlange-Schöningen, der bis zu seiner Berufung, die auf Wunsch Adenauers stattfand, kein Englisch sprach und als Reichsminister unter Heinrich Brüning nichts mit auswärtigen Angelegenheiten zu tun hatte. Gleichwohl meisterte er die schwierige politische Lage und trat erfolgreich für die Aussöhnung zwischen Deutschland und Großbritannien ein.
Hans-Heinrich Herwarth von Bittenfeld, Schlange-Schöningens Nachfolger, erreichte es, dass Bundespräsident Theodor Heuss 1958 zu einem Staatsbesuch nach London eingeladen wurde. Dies verschaffte der wieder aufkeimenden deutsch-britischen Freundschaft neuen Auftrieb. Anlässlich des Besuches wurde das spätere Goethe-Institut in der britischen Hauptstadt feierlich eröffnet.

## Lage und Gebäude
Die Gebäude der Botschaft befinden sich in Belgravia, City of Westminster. Die Straßenadresse lautet: 23 Belgrave Square, London, SW1X 8PZ. Der allgemeine Eingang zu den Kanzleiräumen liegt in der Straße Chesham Place links vom Durchgang zu den Belgrave Mews West. Im Durchgang findet sich der Publikumszugang zum Konsularbereich der Botschaft. 
Die Kanzlei war in den Jahren 1951 bis 1955 als Anbau an das Residenzgebäude entstanden und 1972 bis 1978 entlang des Chesham Place erweitert worden. Dabei wurde als Kunst am Bau die Bronzeplastik »Große Flora« von Fritz Koenig aufgestellt. In den 2010er Jahren wurde die Kanzlei einer gründlichen Sanierung unterzogen, wobei es insbesondere darum ging, Asbestmaterial zu entfernen.
Der offizielle Eingang zur Residenz des Botschafters ist in der Tat direkt am Belgrave Square, Haus Nr. 22. Die Residenz, ein georgianischer Altbau aus dem Jahr 1825, wurde beginnend im Sommer 2015 ebenfalls einer gründlichen Sanierung unterzogen.

## Auftrag, Zuständigkeit und Organisation
Die Botschaft London hat den Auftrag, die bilateralen Beziehungen zum Vereinigten Königreich zu pflegen, die deutschen Interessen gegenüber der britischen Regierung zu vertreten und die Bundesregierung über Entwicklungen in Großbritannien zu unterrichten. Der Bedeutung entsprechend ist die Leiterstelle in der Besoldungsgruppe B 9 der Bundesbesoldungsordnung eingestuft.
Der Amtsbezirk der Botschaft umfasst:

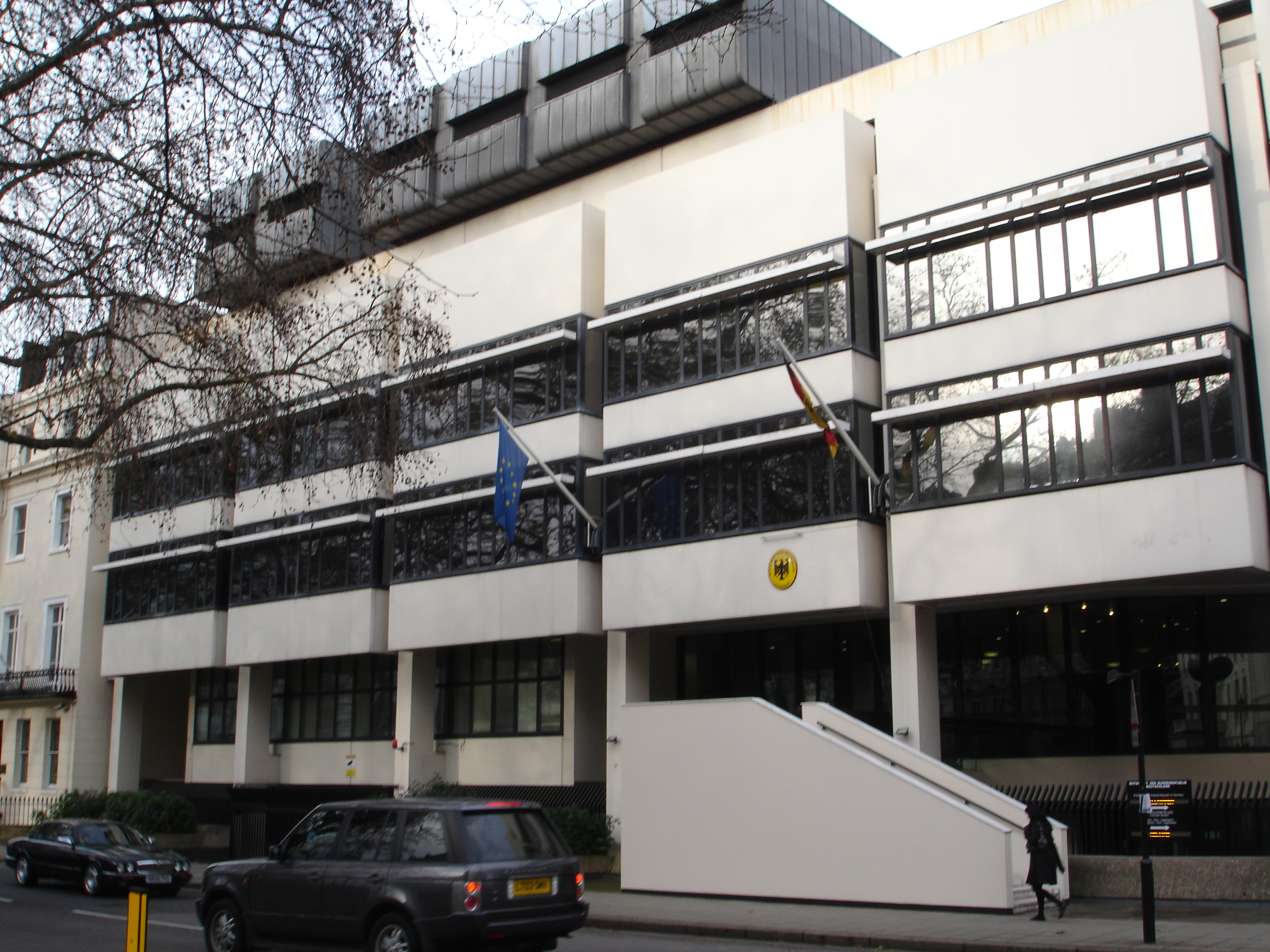
Deutsche Botschaft: Kanzlei am Chesham Place

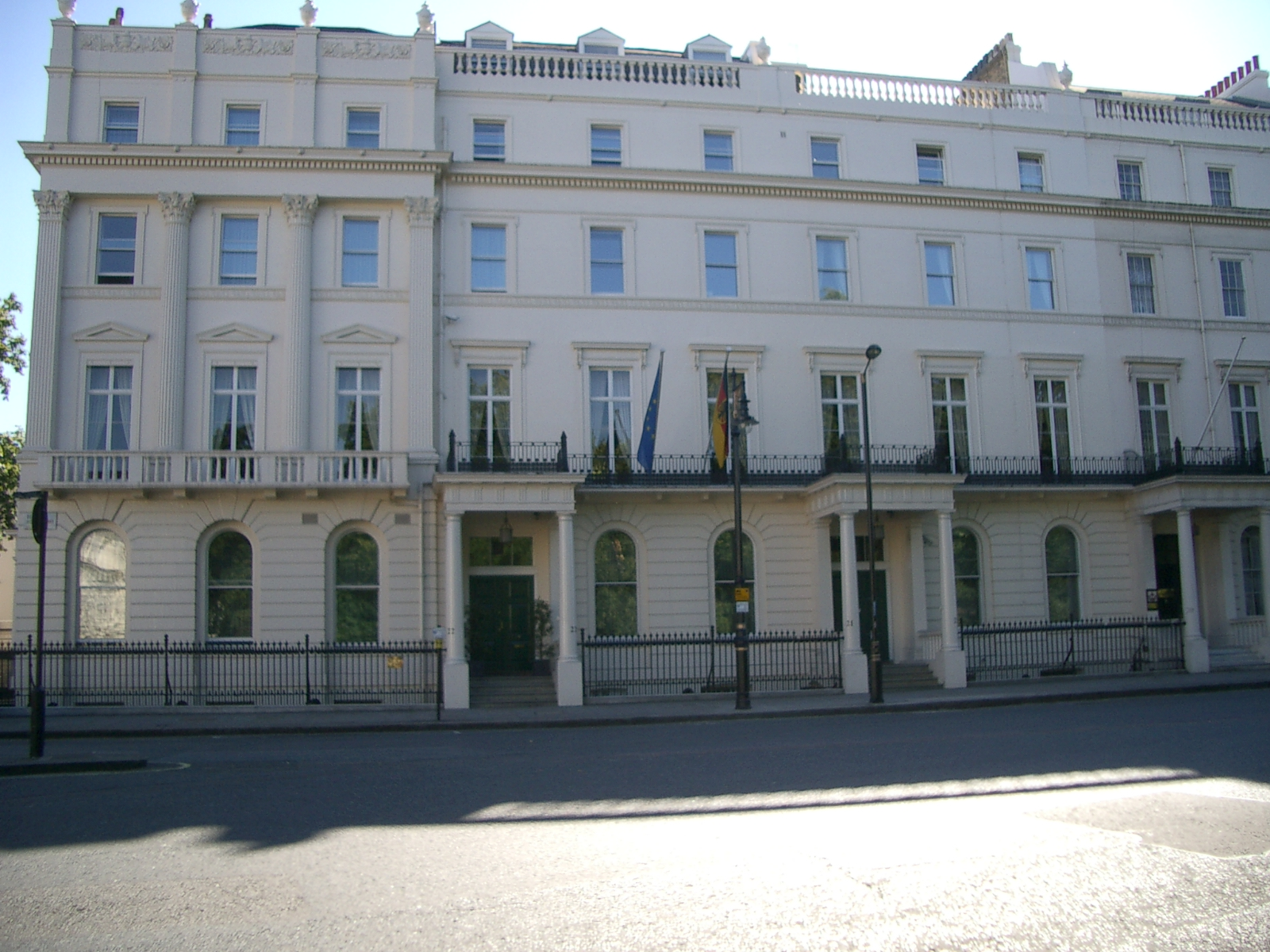
Deutsche Botschaft: Residenz am Belgrave Square 21–23

- Vereinigtes Königreich von Großbritannien und Nordirland
  -  England (bis 31. Januar 2025 konsularisch zuständig für Cumbria, Durham, Northumberland, Tyne and Wear, North Yorkshire ohne Selby: Generalkonsulat Edinburgh)
  -  Schottland (konsularisch zuständig: Generalkonsulat Edinburgh)
  -  Wales
  -  Nordirland
- Mit der Krone verbundene Gebiete:
  -  Isle of Man
  - Britische Kanalinseln
    -  Jersey
    -  Guernsey

  -  Gibraltar
  -  Falklandinseln
  -  British Virgin Islands (Konsularische Zuständigkeit: Botschaft Port-of-Spain)
  -  Trinidad und Tobago (Konsularische Zuständigkeit: Botschaft Kingston, Jamaika)
  -  Cayman Islands (Konsularische Zuständigkeit: Botschaft Kingston, Jamaika)
  -  Turks- und Caicosinseln (Konsularische Zuständigkeit: Botschaft Kingston, Jamaika)

Die Botschaft verfügt über folgende Arbeitseinheiten: Politische Abteilung (geleitet von der Gesandten/ständigen Vertreterin des Botschafters), Kulturreferat, Militärattachéstab (Leiter Ebene Brigadegeneral), Pressereferat und Abteilung für Wirtschaft, Energie und Globale Fragen (Wirtschafts-, Handels-, Finanz-, und Landwirtschaftssektor mit Wissenschaftsreferat).
In der Regel ist es für Rechtsreferendare möglich, in der Botschaft London die Verwaltungs- oder Wahlstation abzuleisten. Auch Praktika sind in der Regel möglich.
Das Referat für Rechts- und Konsularaufgaben der Botschaft bietet deutschen Staatsangehörigen alle konsularischen Dienstleistungen und Hilfe in Notfällen an. Es besteht ein telefonischer Rufbereitschaftsdienst. Die Visastelle erteilt Einreisegenehmigungen für im Amtsbezirk ansässige Staatsangehörige dritter Länder.
Das Generalkonsulat Edinburgh pflegt die Beziehungen der Bundesrepublik Deutschland gegenüber der Regierung des Landesteils Schottland. Bis zum 31. Januar 2025 unterstützte es ferner die Wahrnehmung der deutschen Interessen in den nordenglischen Grafschaften Cumbria, Northumberland, Durham, Tyne & Wear sowie North Yorkshire (ohne den Distrikt Selby).
Honorarkonsuln der Bundesrepublik Deutschland sind bestellt und ansässig in: Aberdeen (Schottland), Barrow upon Humber (North Lincolnshire), Belfast (Nordirland), Birmingham (West Midlands), Bristol (Gloucestershire, Somerset), Cardiff (Wales), Dover (Kent), Glasgow (Schottland), Leeds (Midlands), Liverpool (auch für Isle of Man zuständig), Newcastle upon Tyne (Nordostengland), Plymouth (Devon, Cornwall), Southampton (Dorset, Hampshire, Isle of Wight, Wiltshire), Lerwick (Shetland), St. Helier (Jersey), St. Peter Port (Guernsey) und Tortola (British Virgin Islands).